# العلاقات الآيسلندية القبرصية
العلاقات الآيسلندية القبرصية هي العلاقات الثنائية التي تجمع بين آيسلندا وقبرص.

## مقارنة بين البلدين
هذه مقارنة عامة ومرجعية للدولتين:
| وجه المقارنة                                              | آيسلندا          | قبرص                                                                 |
| --------------------------------------------------------- | ---------------- | -------------------------------------------------------------------- |
| المساحة (كم2)                                             | 103.00 ألف       | 9.24 ألف                                                             |
| عدد السكان (نسمة)                                         | 317.35 ألف       | 1.14 مليون                                                           |
| الكثافة السكانية (ن./كم²)                                 | 3.08             | 123.38                                                               |
| العاصمة                                                   | ريكيافيك         | نيقوسيا                                                              |
| اللغة الرسمية                                             | اللغة الآيسلندية | اليونانية الحديثة، اللغة التركية، لغة يونانية                        |
| العملة                                                    | كرونة آيسلندية   | يورو، جنيه قبرصي                                                     |
| الناتج المحلي الإجمالي (بليون دولار)                      | 23.91 مليار      | 21.65 مليار                                                          |
| الناتج المحلي الإجمالي (تعادل القوة الشرائية) بليون دولار | 15.79 مليار      | 26.73 مليار                                                          |
| الناتج المحلي الإجمالي الاسمي للفرد دولار أمريكي          | 50.17 ألف        | 23.24 ألف                                                            |
| الناتج المحلي الإجمالي للفرد دولار أمريكي                 | 46.55 ألف        | 30.24 ألف                                                            |
| مؤشر التنمية البشرية                                      | 0.899            | 0.850                                                                |
| رمز المكالمات الدولي                                      | +354             | +357                                                                 |
| رمز الإنترنت                                              | .is              | .cy                                                                  |
| المنطقة الزمنية                                           | 00، أوروبا/لندن ‏ | ت ع م+02:00، ت ع م+03:00، توقيت شرق أوروبا، توقيت شرق أوروبا الصيفي ‏ |

## منظمات دولية مشتركة
يشترك البلدان في عضوية مجموعة من المنظمات الدولية، منها:
| علم المنظمة | اسم المنظمة                               | تاريخ انضمام آيسلندا | تاريخ انضمام قبرص |
| ----------- | ----------------------------------------- | -------------------- | ----------------- |
|             | المنظمة الهيدروغرافية الدولية             | ?                    | ?                 |
|             | منظمة الشرطة الجنائية الدولية             | ?                    | ?                 |
|             | الاتحاد البريدي العالمي                   | ?                    | ?                 |
|             | منظمة التجارة العالمية                    | ?                    | ?                 |
|             | الفريق المعني برصد الأرض                  | ?                    | ?                 |
|             | مجموعة الموردين النوويين                  | ?                    | ?                 |
|             | مؤسسة التنمية الدولية                     | 19 مايو 1961         | 2 مارس 1962       |
|             | منظمة الأمن والتعاون في أوروبا            | 25 يونيو 1973        | 25 يونيو 1973     |
|             | مؤسسة التمويل الدولية                     | 20 يوليو 1956        | 2 مارس 1962       |
|             | مجلس أوروبا                               | ?                    | ?                 |
|             | منظمة حظر الأسلحة الكيميائية              | ?                    | ?                 |
|             | الأمم المتحدة                             | 19 نوفمبر 1946       | 20 سبتمبر 1960    |
|             | الاتحاد الدولي للاتصالات                  | 1 أكتوبر 1906        | 24 أبريل 1961     |
|             | البنك الدولي للإنشاء والتعمير             | 27 ديسمبر 1945       | 21 ديسمبر 1961    |
|             | مجموعة أستراليا                           | 1993                 | 2000              |
|             | المركز الدولي لتسوية المنازعات الاستشارية | 14 أكتوبر 1966       | 25 ديسمبر 1966    |
|             | وكالة ضمان الاستثمار متعدد الأطراف        | 25 سبتمبر 1998       | 12 أبريل 1988     |
|             | يونسكو                                    | 8 يونيو 1964         | 6 فبراير 1961     |

## وصلات خارجية
- موقع وزارة الخارجية الآيسلندية
- موقع وزارة الخارجية القبرصية